# 48 heures (course à pied)
Les 48 heures sont une épreuve de course à pied d'ultrafond qui consiste à parcourir la plus grande distance pendant quarante-huit heures.
Les courses se déroulent généralement sur une boucle d'environ un kilomètre, sur ou hors stade, occasionnellement sur des pistes d'athlétisme. Chaque passage de tour est enregistré manuellement ou automatiquement à l'aide d'un système de chronométrage à puce. Les épreuves de 48 heures sont généralement organisées simultanément avec d'autres formats horaires (6, 12 ou 24 heures), parfois accompagnées de courses de relais par équipes en parallèle.

## Championnats du monde
Depuis 2022, le GOMU (Global Organization of Multi-Day Ultramarathoners), association mondiale regroupant les adeptes de courses multi-jours, organise chaque année un championnat du monde réunissant les meilleurs coureurs de la discipline.
| Palmarès des championnats du monde de 48 heures | Palmarès des championnats du monde de 48 heures | Palmarès des championnats du monde de 48 heures | Palmarès des championnats du monde de 48 heures | Palmarès des championnats du monde de 48 heures | Palmarès des championnats du monde de 48 heures | Palmarès des championnats du monde de 48 heures |
| Édition                                         | Date                                            | Lieu                                            | Hommes Individuel                               | Distances                                       | Femmes Individuel                               | Distances                                       |
| ----------------------------------------------- | ----------------------------------------------- | ----------------------------------------------- | ----------------------------------------------- | ----------------------------------------------- | ----------------------------------------------- | ----------------------------------------------- |
| 1re (pl)                                        | 3-5 septembre 2022                              | Hainesport (en)                                 | Budjargal Byambaa                               | 335,021 km                                      | Viktoria Brown                                  | 314,282 km                                      |
| 2e (pl)                                         | 11-13 août 2023                                 | Gloucester                                      | Szabolcz Beda                                   | 390,838 km                                      | Viktoria Brown                                  | 349,648 km                                      |
| 3e (pl)                                         | 31 mai - 2 juin 2024                            | Balatonfüred                                    | Bartosz Fudali                                  | 447,293 km                                      | Stine Rex (da)                                  | 435,564 km RM                                   |
| 4e                                              | 30 mai - 1 juin 2025                            | Pabianice                                       | Matthieu Bonne (ru)                             | 485,099 km RM                                   | Patrycja Bereznowska                            | 436,371 km RM                                   |

## Records

### Records du monde
| Athlète              | Distance   | Lieu                  | Date                 |
| …                    | …          | …                     | …                    |
| -------------------- | ---------- | --------------------- | -------------------- |
| Camille Herron       | 435,336 km | Canberra, Australie   | 24-26 mars 2023      |
| Stine Rex (da)       | 435,564 km | Balatonfüred, Hongrie | 31 mai - 2 juin 2024 |
| Patrycja Bereznowska | 436,371 km | Pabianice, Pologne    | 30 mai - 1 juin 2025 |

| Athlète             | Distance   | Lieu               | Date                 |
| …                   | …          | …                  | …                    |
| ------------------- | ---------- | ------------------ | -------------------- |
| Yiannis Kouros      | 473,495 km | Surgères, France   | 3-5 mai 1996         |
| Matthieu Bonne (ru) | 485,099 km | Pabianice, Pologne | 30 mai - 1 juin 2025 |